# Groupe de NGC 4902
Le groupe de NGC 4902 est un trio de galaxies situé dans la constellation de la Vierge. La distance moyenne entre ce groupe et la Voie lactée est d'environ 43,6 Mpc (∼142 millions d'al). 

## Membres
Le tableau ci-dessous liste les trois galaxies du groupe indiquées dans l'article de A.M. Garcia paru en 1993.
| Nom      | Class.    | Type                  | α (J2000.0)   | δ (J2000.0)  | Vitesse radiale (km/s) | m    | Distance (Mpc) | Diamètre (kal) |
| -------- | --------- | --------------------- | ------------- | ------------ | ---------------------- | ---- | -------------- | -------------- |
| NGC 4897 | SAB(r)bc? | Spirale intermédiaire | 13h 00m 52.9s | -13° 26′ 59″ | 2554 ± 4               | 11,8 | 42,5 ± 3,00    | 112            |
| NGC 4899 | SAB(r)bc? | Spirale intermédiaire | 13h 00m 56.6s | -13° 56′ 39″ | 2658 ± 7               | 11,9 | 44,1 ± 3,1     | 74             |
| NGC 4902 | SB(r)b    | Spirale barrée        | 13h 00m 59.7s | -14° 30′ 49″ | 2673 ± 5               | 10,9 | 44,3 ± 3,1     | 97             |

Le site DeepskyLog permet de trouver aisément les constellations des galaxies mentionnées dans ce tableau ou si elles ne s'y trouvent pas, l'outil du site constellation permet de le faire à l'aide des coordonnées de la galaxie. Sauf indication contraire, les données proviennent du site NASA/IPAC.